# Christoph Wittich
Pour les articles homonymes, voir Wittich.
Christoph Wittich, en latin Christophorus Wittichius (1625-1687), est un théologien protestant.

## Biographie
Né à Brieg en Basse-Silésie, il étudie le droit et la philosophie à Brême, Groningue et Leyde, et enseigne la théologie, les mathématiques et l'hébreu à Herborn (1651-1653), Duisbourg (1653-1655), Nimègue (1655-1671) et Leyde (1671-1687).
Calviniste convaincu, il tente de concilier la philosophie de Descartes avec la théologie. Bien qu'ayant maintenu le séparatisme cartésien, connaissance révélée/connaissance rationnelle, il est accusé d'infidélité au cartésianisme pour avoir cherché à importer en théologie une méthode réservée à la philosophie.
On a de lui :
- Dissertationes Duæ, Amsterdam, 1653 ;
- De Stylo Scripturae, Amsterdam (?), 1656 ;
- Theologia pacifica, Leyde, 1671 ;
- Consensus veritatis in Scriptura divina et revelata cum veritate philosophiae a Cartesio detecta, 1682.

Après sa mort, son frère publie en 1690 un traité intitulé Anti-Spinoza.

## Littérature secondaire
- Ernst Bizer, D. ref. Orthodoxie u. d. Cartesianismus, in: ZThK 55, 1958, 306-372
- Roberto Bordoli s.v., The Dict. of Seventeenth and Eighteenth-Century Dutch Philosophers, II, 2003, 1083-1086.
- Kai-Ole Eberhardt, Christoph Wittich (1625–1687). Reformierte Theologie unter dem Einfluss von René Descartes, Göttingen 2018 (Reformed Historical Theology 47). (ISBN 978-3-525-55283-4)
- Kai-Ole Eberhardt, Art. Wittich, Christoph. Biographisch-Bibliographisches Kirchenlexikon Band XXXVII (2016) 1493–1507.Online-Artikel
- Jacob Gronovius, Laudatio Funebris recitata post obitum […] Christophori Wittichii […], Leiden 1687.
- Georg Pape, Christoph Wittichs Anti-Spinoza. Diss. Rostock 1910.
- Theo Verbeek, Descartes and the Dutch. Early Reactions to Cartesian Philosophy, 1637-1650. Published for the Journal of the History of Philosophy, Carbondale 1992
- Rienk H.Vermij, The Calvinist Copernicans. The reception of the new astronomy in the Dutch Republic, 1575-1750, Amsterdam 2002